# Abbaye de Cîteaux
L'abbaye de Cîteaux, també conegut com a trappiste de Cîteaux, és un formatge de pasta tova amb pell rentada fet a partir de llet de vaca. Les seves dimensions són d'uns 18 cm de diàmetre, 3,5 cm d'alt i pesa aproximadament 700 g. S'afina de forma tradicional en un celler a 12 °C durant dos mesos. Es fabrica a partir d'un ramat de vaques Montbéliardes, pertanyent a l'abadia de Cîteaux (Borgonya). Es produeixen anualment 70 tones de formatge a partir de la llet de 70 vaques de Montbéliard. Es consumeix gairebé tot localment. Tot i que l'abadia de Cîteaux té una antiguitat d'uns 900 anys, aquest formatge de granja va començar a produir-se el 1925. Tan tou a la vista com al paladar, cremós, dolç i suau, és bastant més suau que la majoria de formatges d'escorça rentada.